# Luvita hieroglífico
O chamado luvita em hieróglifos é uma variante da língua luvita, que foi registrada em selos oficiais e reais em uma pequena quantidade de inscrições em monumentos. Ilya Yakubovich (2010: 69-70) questiona se o termo Hieróglifos Luvianos pode ser aplicado somente a essas partes de textos, sem que esteja definido um dialeto. Foi escrita numa forma hieroglífica chamada Hieróglifos da Anatólia, também chamada de Hieróglifos Luvianos ou Hieroglifos Hititas.
Em 1960, Emmanuel Laroche decifrou esses hieróglifos com base em trabalhos parciais feitos desde 1930. Correções às leituras de alguns sinais, bem como novos esclarecimentos, foram feitos por David Hawkins, Anna Morpurgo Davies e Günther Neumann em 1973, sendo chamadas de “as novas leituras”.

## Inscrições
Os mais antigos hieróglifos apareceram em selos oficiais e da realeza, datados do início do 2º milênio a.C., porém tais escritos passaram a ser amplamente usados somente por volta do século XIV a.C. As primeiras incrições em monumentos datam da Idade do Bronze, mais recente (entre séculos XIV e XIII a.C.) e somente depois, durante cerca de dois séculos, tal escrita se tornou mais rara, voltando com mais força no início da Idade do Ferro (séculos X a VIII). No início do século VII, já com sete séculos de existência, essa escrita hieroglífica caiu no esquecimento.

## Escrita
Na escrita, o estilo mais elaborado presente nos monumentos distingue-se do mais abstrato cursivo ou linear. Geralmente as inscrições em baixo-relevo ou alto-relevo preferem a forma monumental, enquanto que aquelas gravadas em forma menor usam mais a forma linear, embora os estilos se misturem a princípio. Os textos com diversas linhas são geralmente em Bustrofédon, porém quando os escritos são em uma linha, essa é geralmente em colunas verticais, mas como ocorria com os hieróglifos do Antigo Egito o fator estético tem preponderância sobre a correta ordem de leitura.
A escrita consiste em cerca de 500 sinais próprios e outros com valores múltiplos. Um mesmo sinal pode funcionar como um logograma, um determinativo, um silabograma ou combinações desses. Os sinais receberam uma numeração desenvolvida por Laroche e têm um prefixo como  'L.' ou '*'. São transcritos em letras latinas maiúsculas, por exemplo: *90, a imagem de um pé, é transcrito como PES quando usado em forma logográfica e com seu valor fonético ti, quando usado como silabograma. Nos muito raros casos em que não pode haver a transcrição latina, usam-se os equivalentes hititas aproximados, registrados em maiúsculas em itálico, Ex. *216 ARHA. A representação mais atualizada é aquela de Marazzi (1998).
Hawkins,  Morpurgo-Davies e Neumann corrigiram alguns erros antiogos referentes a valores dos sinais, em particular mudando a leitura dos símbolos  *376 e *377 de i, ī para zi, za.
Elenco de silabogramas do tipo CV (constante-vogal)
|    | -a                          | -i         | -u         |
| -  | *450, *19                   | *209       | *105       |
| h- | *215, *196                  | *413       | *307       |
| k- | *434                        | *446       | *423       |
| l- | *176                        | *278       | *445       |
| m- | *110                        | *391       | *107       |
| n- | *35                         | *411, *214 | *153, *395 |
| p- | *334                        | *66        | *328       |
| r- | *383                        | *383       | *412       |
| s- | *415 *433, *104, *402, *327 | -          | -          |
| t- | *100, *29, *41, *319, *172  | *90        | *89, *325  |
| w- | *439                        | *439       | -          |
| y- | *210                        | -          | -          |
| z- | *377                        | *376       | *432(?)    |

Alguns símbolos são usados como auxílio à leitura, marcando o início ou o fim de uma palavra, ou indicando quando se trata de um logograma. Não são mandatórios e não são usados de forma mandatório.

## Fonologia
As inscrições representam três vogais a, i, u e doze consoantes, h, k, l, m, n, p, r, s, t, w, y, z. Silabogramas têm estrutura V ou CV e com mais raramente CVCV. *383 ra/i, *439 wa/i e *445 la/i/u apresentam múltipla vocalização. Os silabogramas são homofônicos com desambiguação com números na transliteração (como na transliteração da escrita cuneiforme. Há muitos (até mais de seis) silabogramas para cada  /sa/ e  /ta/ fonêmicos.
Há uma tendência ao uso de fonemas [r] para substituir o d intervocálico com r. Oclusivas ao final de palavras e, em alguns casos, do a- iniciando palavrasa são eliminadas foneticamente. Os sufixos -iya- e -uwa- podem sofrer síncopes para  -i-, -u-.

## Morfologia
Terminações de caso gramatical
|              | singular      | plural |
| Nom. c.      | -s            | -inzi  |
| Acc. c.      | -(a)n         | -inzi  |
| Nom./Acc. n. | -n, -         | -a(ya) |
| Gen.         | -as(i)        |        |
| Dat.         | -i(ya), -a(n) | -anza  |
| Abl.         | -ati          | -ati   |

Pronomes pessoais:
|      | 1. sg.   | 2. sg.    | 1. pl.   | 2. pl.               |
| Nom. | amu, EGO | ti        | anunz(a) | unzunz(a), unzuns(a) |
| Dat. | amu      | tu        |          |                      |
| Acc. | amu      | tu        |          |                      |
| Abl. |          | tuwati(?) |          | unzati(?)            |

Desinências verbais:
|        | presente indicativo | presente indicativo | pretérito indicativo | pretérito indicativo |
|        | ativo               | med.-pass.          | ativo                | med.-pass.           |
| 1. sg. | wi                  |                     | -ha                  |                      |
| 2.     | -si                 |                     | -ta                  |                      |
| 3.     | -ti/-ri             | -ati/-ari           | -ta                  |                      |
| 1. pl. |                     |                     | -han(?)              |                      |
| 2.     | -tani               |                     | -tan                 |                      |
| 3.     | -nti                |                     | -nta                 |                      |